# Forsthaus Annasberg

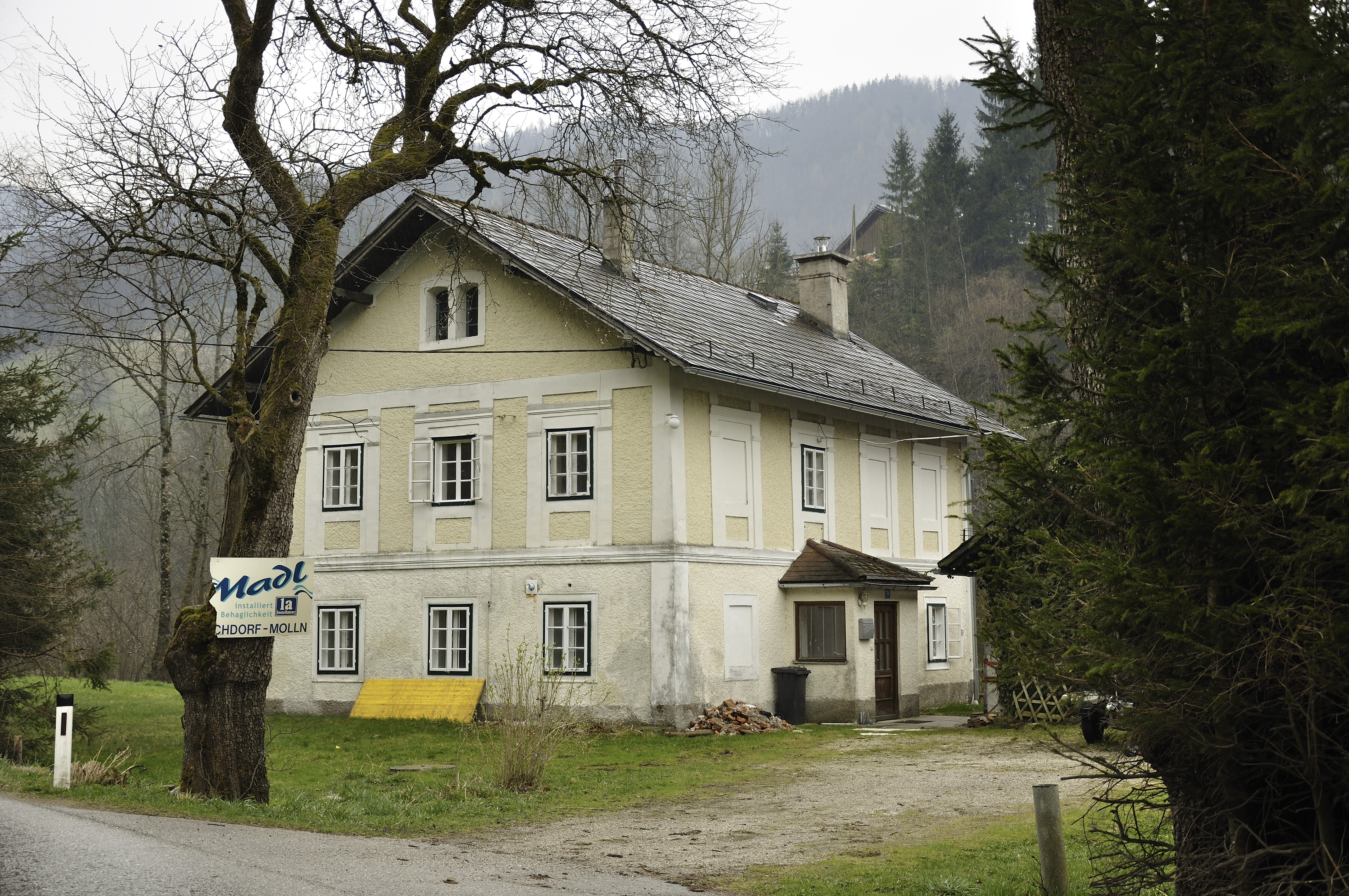
Forsthaus Annasberg

Das Forsthaus Annasberg in der Marktgemeinde Molln in Oberösterreich wurde als Jagd- und Forsthaus genutzt. Das Haus an der Adresse Breitenau Nr. 74 (früher Breitenau Nr. 28) steht unter Denkmalschutz (Listeneintrag).

## Lage
Das Forsthaus Annasberg liegt am rechten Ufer der Krummen Steyrling und am östlichen Fuße des Annasbergs (Gipfelhöhe 1172 Meter).

## Bezeichnung
Die Namen Annasberg und Annerstal (am westlichen Abhang des Annasbergs) leiten sich wohl vom althochdeutschen Personennamen Lantini ab. Um 1270 wurde nämlich ein Marquardus Landeinstal schriftlich erwähnt. Aus Landeinstal wurde im 14. Jahrhundert Nandestal. Das anlautende „N“ wurde danach als Teil der Präposition in oder im aufgefasst und abgetrennt, sodass im 15. Jahrhundert Andestal daraus wurde. Schließlich bürgerten sich die Bezeichnungen Annerstal (1787 auch Annastal) und Annasberg ein.

## Geschichte
Im Jahr 1682 kaufte die Herrschaft Schloss Lamberg das Herbergshäusl des Zemsauergütls (früher Breitenau Nr. 41) für ihre Jägerschaft. Das alte Jägerhaus war wohl eingeschoßig. Das Forsthaus, das damals die Adresse Breitenau Nr. 28 hatte, erhielt sein heutiges Aussehen etwa um das Jahr 1900.
Eigentümer des Hauses sind die Österreichischen Bundesforste.

## Beschreibung
Das zweigeschoßige Gebäude mit Satteldach verfügt über vier Fensterachsen traufseitig und drei Achsen giebelseitig. Die beiden Geschoße sind durch eine profilierte Stuckleiste optisch getrennt.